# Yuhi V de Ruanda
Yuhi Musinga (1883 – 13 de enero de 1944) fue un rey de Ruanda quien llegó al poder en 1896 y colaboró con el gobierno alemán para fortalecer su propia realeza. 
En 1931 fue depuesto por la administración belga debido a su incapacidad para trabajar con jefes subordinados y su negativa a ser bautizado por la Iglesia Católica. 
El 12 de noviembre de 1931, un golpe de Estado organizado por el presidente de Ruanda, el vicegobernador de Ruanda-Burundi y el vicario apostólico condujo a la deposición del rey y de la posterior entronización de uno de sus hijos, Mutara III Rudahigwa. 
Dos días después, se exilió en Moba, cerca de la frontera del Congo Belga, donde vivió hasta su muerte pore causas naturales en enero de 1944.

## Asunción al trono
Su asunción al trono se produjo después de un incidente, pues su medio hermano, el Rey Mibambwe IV Rutarindwa murió en un incendio en su palacio en Nyanza, en diciembre de 1896, después del golpe de estado de Rucunshu, por lo que ascendio al trono alrededor del año 1897.

## Descendencia
- Mutara III de Ruanda
- Princesa Musheshambugu
- Kigeli V de Ruanda
- Princesa Musheshambugu
- Príncipe Étienne Rwigemera
- Príncipe Munonozi
- Príncipe Rudacyahwa
- Príncipe Ruzibiza
- Príncipe Subika
- Príncipe Ruzindana
- Princesa Bakayaishonga
- Príncipe Théoneste Bushayija
- Príncipe John Nkurayija
- Príncipe Rémy Rutayisire